# Kaspar Kellermann

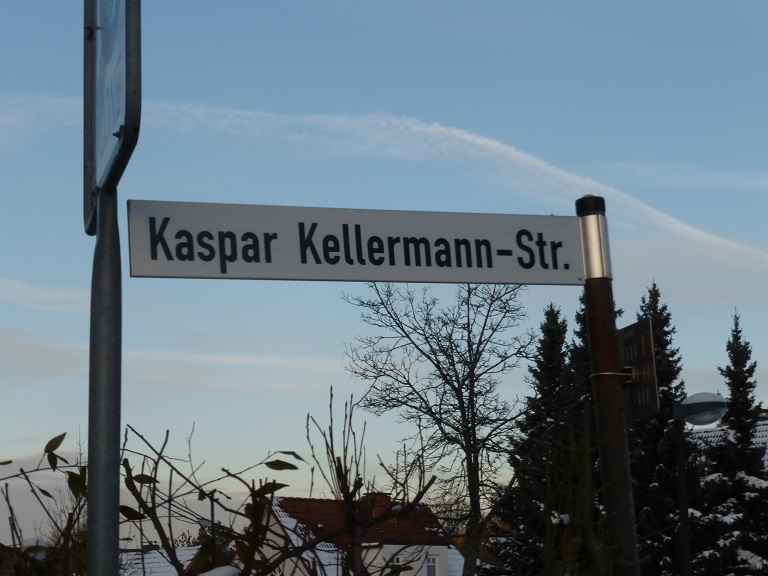
Kaspar–Kellermann-Straße in Sundern-Allendorf

Kaspar Kellermann (* um 1600; † 9. November 1629 in Sundern) war ein deutsches Opfer der Hexenverfolgungen.
Kaspar Kellermann wurde mitten im Dreißigjährigen Krieg 1629 wegen angeblicher Hexerei verleumdet, verurteilt und am 9. November 1629 verbrannt. Er hat besondere Verdienste um die Schulbildung in Allendorf. Durch das Testament des Kaspar Kellermann erfuhr das Schulwesen in Allendorf eine deutliche Verbesserung und garantierte wenigstens teilweise eine regelmäßige Besoldung durch die Gemeinde. Die Besitzungen des Kaspar Kellermann haben bis ins 19. Jahrhundert hinein wesentlich zum Einkommen des Allendorfer Lehrers beigetragen.
Was genau dem wohlhabenden Allendorfer Bürger Ende der 1620er Jahre vorgeworfen wurde, ist den bekannten Unterlagen nicht zu entnehmen. „Wegen Schuld des leidigen Zauberlasters“ war er „in Hafften gezogen“ und zum Tod auf dem Scheiterhaufen verurteilt worden, der auf dem Ellberge aufgeschichtet wurde.

## Ehrung
Die Kaspar–Kellermann-Straße an der Allendorfer Grundschule und die Station 13 auf dem Allendorfer Geschichtswanderweg erinnern an einen Mann, der zum Wohltäter für Allendorf wurde, obwohl er als Hexer verurteilt worden war.
Am 22. September 2011 stimmte der Rat der Stadt Sundern dem Antrag der Fraktion Bündnis 90/Die Grünen auf Rehabilitation der Opfer der Sundener Hexenprozesse zu.